# دونالد إس. كيلرمان
دونالد إس. كيلرمان (بالإنجليزية: Donald S. Kellermann)‏ هو صحفي أمريكي، ولد في 6 فبراير 1927، وتوفي في 10 نوفمبر 2010 بسبب سرطان الكبد.